# 道格拉斯海峽

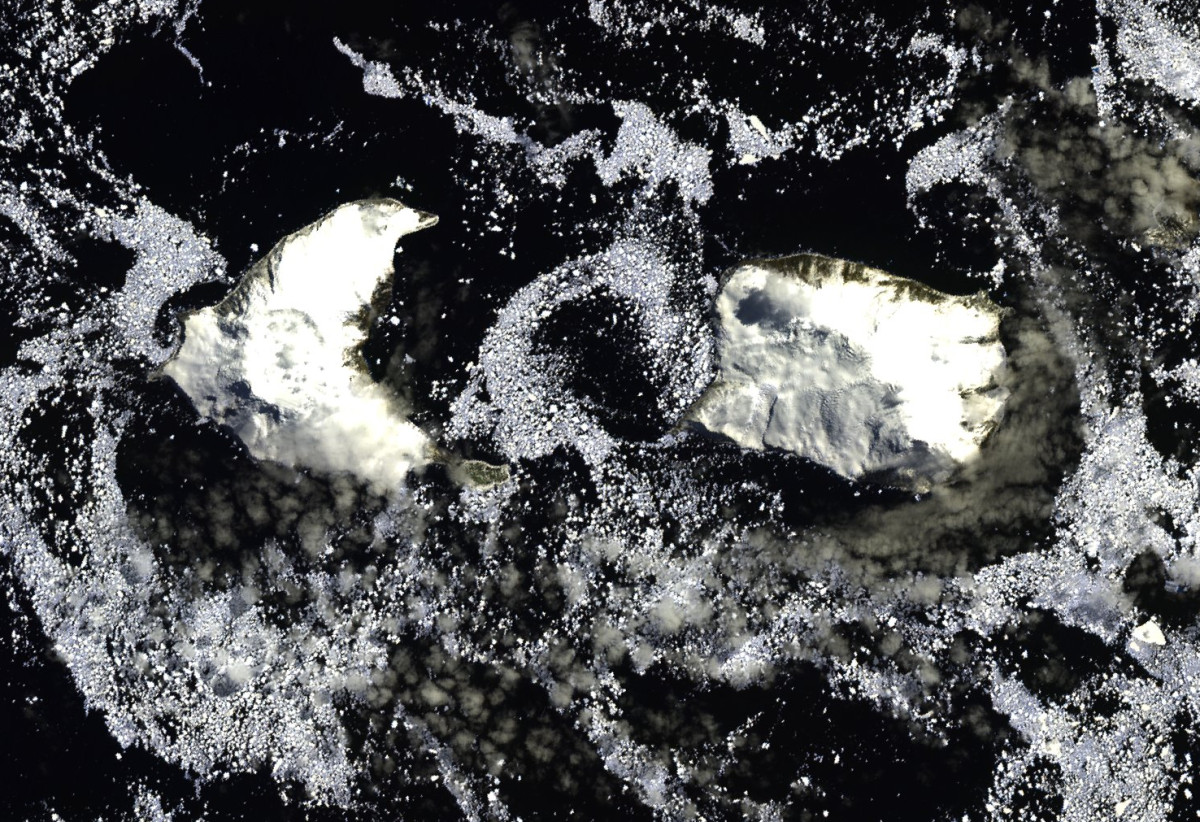
道格拉斯海峽的相關圖片

59°27′S 27°14′W / 59.450°S 27.233°W
道格拉斯海峽（英語：Douglas Strait），是南極洲的海峽，位於南桑威奇群島，處於圖勒島和庫克島之間，寬4公里，在1820年由法比安·戈特利布·馮·別林斯高晉率領的沙皇俄國探險隊發現，由英國海外領土管轄。